# Aymon I van Bourbon
Aymon I van Bourbon (circa 900 - 959) was van 953 tot aan zijn dood heer van Bourbon. Hij behoorde tot het huis Bourbon.

## Levensloop
Aymon I was de zoon van heer Adhémar van Bourbon en diens echtgenote Ermengarde. Na het overlijden van zijn vader in 953 werd hij heer van Bourbon.
Hij probeerde op de donatie terug te komen die zijn vader Adhémar in 915 aan de Abdij van Cluny had gedaan, maar uit vrees voor excommunicatie deed hij dat uiteindelijk niet. Rond 950 doneerde hij zelfs het allodium Longvé aan de Abdij, gelegen in de latere parochie Bressolles.
Aymon I stierf in 959.

## Huwelijk en nakomelingen
Aymon I was gehuwd met ene Aldesinde, wier identiteit onbekend gebleven is. Ze kregen een zoon:
- Archimbald I (930-990), heer van Bourbon